# State of Grace (serie de televisión)
State of Grace es una serie de comedia dramática estadounidense que se emitió durante 2001 y 2002, teniendo un total de dos temporadas. Fue inicialmente transmitida en Fox Family, y más tarde en ABC Family.

## Trama
El programa se centra en dos niñas de 12 años de orígenes muy diferentes, Hannah y Grace, que son mejores amigas. Hannah es de una familia judía de clase media, y vive con sus padres, su abuela y su tío. Sus padres son dueños de una fábrica de muebles en la ciudad ficticia de Ashmore, Carolina del Norte, a donde se han mudado recientemente desde Chicago. Grace proviene de una familia católica adinerada, y vive con su madre, una mujer de la alta sociedad. Ambientado en 1965, el programa fue comparado con algunas series que seguían el mismo estilo de trama de contar tiempos pasados, como por ejemplo The Wonder Years. Fred Savage, la estrella de la exitosa serie de ABC, apareció en el episodio final de la serie.
La canción principal es la versión original de "Do You Believe in Magic" de The Lovin' Spoonful.

## Reparto y personajes

### Principales
- Alia Shawkat: Hannah Rayburn, niña judía estadounidense de 12 años
- Mae Whitman: Emma "Grace" McKee, de 12 años, la mejor amiga de Hannah
- Dinah Manoff: Evelyn Rayburn, la madre de Hannah
- Michael Mantell: David Rayburn, el padre de Hannah
- Faye Grant: Tattie McKee, la madre de Grace
- Erica Yohn: Abuela Ida, la abuela de Hannah
- Jason Blicker: tío Heschie, el tío de Hannah
- Frances McDormand: Narradora, voz de Hannah adulta

### Estrellas invitadas
- Bryan Neal: Walker Adams, el medio hermano mayor de Grace
- Bonnie Bailey-Reed: Shirley, la recepcionista de los Rayburn
- Carl M. Craig: Greer, el chofer de los McKee
- Patricia Forte: Cookie, la criada de los McKee
- Tom Verica: Tommy Austin, el prometido de Tattie
- Adrian Neil: Nigel Grenville III, amigo de Tattie

## Temporadas
| Temporada | Episodios | Inicio                            | Final                             |
| --------- | --------- | --------------------------------- | --------------------------------- |
| 1         | 13        | 25 de junio de 2001               | 27 de agosto de 2001              |
| 2         | 25        | 1 de marzo de 2002                | 19 de agosto de 2002              |
| Especial  | Especial  | Emitido el 4 de diciembre de 2002 | Emitido el 4 de diciembre de 2002 |

## Premios y nominaciones
La serie fue creada por Brenda Lilly y Hollis Rich, y recibió numerosos premios, entre ellos el Parents Television Council, el premio Humanitas, y un premio Jewish Image. Shawkat y Whitman fueron nominadas al premio Young Artist a la mejor actuación en una serie de comedia de televisión – Mejor actriz joven principal en 2002.